# Ebba Thomsen
Ebba Thomsen (3 de mayo de 1887 - 18 de diciembre de 1973) fue una actriz teatral y cinematográfica de nacionalidad danesa, activa en la época del cine mudo. Thomsen fue conocida por  sus papeles de personajes elegantes actuando junto al ídolo danés Valdemar Psilander.

## Biografía
Nacida en Copenhague, Dinamarca,  su padre era Ove Thomsen, uno de los diseñadores de moda más importantes de su país. Thomsen debutó como actriz teatral en el Det Ny Teater en 1910, y empezó a actuar en el cine en 1912 para la compañía Nordisk Film. Desde entonces hasta inicios de los años 1920, Thomsen actuó en unas 75 cintas—casi siempre como actriz principal—alcanzando el estatus de estrella del cine danés. Sus papeles más notables fueron los que rodó junto al actor más importante de Nordisk Film, Valdemar Psilander. Ella solía encarnar a princesas, condesas o artistas.
En 1915 Thomsen se casó en el actor noruego Thorleif Lund. Ella dejó Nordisk Film en 1917 para fundar una compañía de viajes en Noruega junto a su marido. El proyecto no tuvo éxito, y Thomsen rápidamente volvió al cine. En los años 1920 actuó en una serie de películas producidas por Astra film y dirigidas por Fritz Magnussen. Volvió a Nordisk para rodar otras dos cintas, y se retiró del cine en 1925. Actuó por última vez sobre el escenario en el Dagmar Theater en 1930.
Thomsen hizo una única actuación en el cine sonoro en 1952, en el film dirigido por Alice O'Fredericks Husmandstøsen, a los 65 años de edad. Ella falleció en 1973, a los 86 años de edad, siendo enterrada en el Cementerio de Gentofte.

## Filmografía
- 1912 : Den glade Løjtnant, de Robert Dinesen
- 1912 : Guvernørens Datter, de August Blom
- 1912 : Den sorte Kansler, de August Blom
- 1912 : Lynstraalen, de Robert Dinesen
- 1912 : Pro forma
- 1912 : Strandingen i Vesterhavet, de Eduard Schnedler-Sørensen
- 1912 : Den Stærkeste, de Eduard Schnedler-Sørensen
- 1913 : Atlantis, de August Blom
- 1913 : Flugten gennem Luften, de August Blom
- 1913 : Pressens Magt, de August Blom
- 1913 : En Hofintrige, de August Blom
- 1913 : Strejken paa den gamle Fabrik, de Robert Dinesen
- 1913 : Fødselsdagsgaven, de August Blom
- 1913 : Hustruens Ret, de Leo Tscherning
- 1913 : Styrmandens sidste Fart, de Eduard Schnedler-Sørensen
- 1913 : Broder mod Broder, de Robert Dinesen
- 1913 : Døvstummelegatet, de Robert Dinesen
- 1913 : Guldmønten, de August Blom
- 1913 : Den tredie Magt, de August Blom
- 1913 : Under Blinkfyrets Straaler, de Robert Dinesen
- 1913 : Et Skud i Mørket, de Eduard Schnedler-Sørensen
- 1914 : Amors Krogveje, de Robert Dinesen
- 1914 : Et Kærlighedsoffer, de Robert Dinesen
- 1914 : Arbejdet adler, de Robert Dinesen
- 1914 : Den mystiske Fremmede, de Holger-Madsen
- 1914 : Gar el Hama III, de Robert Dinesen
- 1915 : Mit Fædreland, min Kærlighed, de Robert Dinesen
- 1915 : For Lykke og Ære, de Robert Dinesen
- 1915 : I Farens Stund, de Robert Dinesen
- 1915 : En Skæbne', de Robert Dinesen
- 1915 : En Opstandelse, de Holger-Madsen
- 1915 : Den sidste Nat,de Robert Dinesen
- 1915 : Kvinden han frelste, de Robert Dinesen
- 1915 : Zigøjnerblod, de Robert Dinesen
- 1915 : Om Kap med Døden, de Robert Dinesen
- 1915 : 500 Kroner inden Lørdag, de Holger-Madsen
- 1916 : Den frelsende Film, de Holger-Madsen
- 1916 : Verdens undergang, de August Blom
- 1916 : Danserindens Hævn, de Holger-Madsen
- 1916 : Børnevennerne, de Holger-Madsen
- 1916 : Blandt Samfundets Fjender, de Robert Dinesen
- 1916 : Hendes Ungdomsforelskelse, de Martinius Nielsen
- 1916 : Lyset og Livet, de Robert Dinesen
- 1916 : En Skilsmisse, de Martinius Nielsen
- 1916 : Selskabsdamen, de Martinius Nielsen
- 1916 : Viljeløs Kærlighed, de Hjalmar Davidsen
- 1916 : Danserindens kærlighedsdrøm, de Holger-Madsen
- 1916 : Det unge Blod, de Holger-Madsen
- 1916 : For sin Dreng, de Robert Dinesen y Alexander Christian
- 1916 : Det stjaalne Ansigt, de Holger-Madsen
- 1917 : Hotel Paradis, de Robert Dinesen
- 1917 : Naar Hjertet sælges, de Martinius Nielsen
- 1917 : Krigens Fjende, de Holger-Madsen
- 1918 : Lydia, de Holger-Madsen
- 1918 : Mands Vilje, de Robert Dinesen
- 1918 : Lykketyven, de Martinius Nielsen
- 1918 : Hans Kæreste, de Hjalmar Davidsen
- 1918 : De skraa Brædder, de Robert Dinesen
- 1918 : Lykken, de Holger-Madsen
- 1918 : Dømmer ikke, de Fritz Magnussen
- 1919 : Gøglerbandens Adoptivdatter, de Robert Dinesen
- 1919 : Den Æreløse, de Holger-Madsen
- 1920 : En Skuespillers Kærlighed, de Martinius Nielsen
- 1920 : Scenens Børn, de Fritz Magnussen
- 1920 : Lykkeper, de Fritz Magnussen
- 1921 : Munkens Fristelser, de Fritz Magnussen
- 1921 : Hendes Fortid, de Fritz Magnussen
- 1922 : Timeglasset, de Fritz Magnussen
- 1923 : Republikaneren, de Martinius Nielsen
- 1924 : Min Ven Privatdetektiven, de A.W. Sandberg
- 1925 : Det store Hjerte, de August Blom
- 1952 : Husmandstøsen, de Alice O'Fredericks